# Viczián Viktória
Viczián Viktória (Budapest, 1997. január 3. –) magyar modell, ő a 2017-es Miss World Hungary közönségdíjasa, I. udvarhölgye, azaz Miss Earth Hungary.

## Élete
Egyetemi tanulmányait a budapesti Metropolitan Egyetemen végzi, kommunikáció szakon. Régebben versenytáncolt, azonban ezt egy súlyos sérülés miatt abba kellett hagynia.
Számos szépségversenyen vett már részt, mielőtt elnyerte a fentebb említett címeket. 2015-ben jelentkezett először a versenyre, ahol a döntőbe jutott. 2016-ban jelentkezett a Miss Balatonra, ahol a legjobb 6 lány közé jutott. 2017-ben jelentkezett a Magyarország Szépe versenyére, ahol a felkészítő táborban elnyerte a Miss Beauty Face címet. A döntő napján közönségdíjas lett, illetve I. udvarhölgy, azaz Miss Earth Hungary. A világversenyen nem került be a legjobbak közé.

## Film és sorozat szerepei
- Jóban Rosszban (2021–2022) - Bihari Janka / Jenny hangja